# Раотинце
Раотинце (мкд. Раотинце) је насеље у Северној Македонији, у северном делу државе. Раотинце припада општини Јегуновце.

## Географија
Насеље Раотинце је смештено у северном делу Северне Македоније. Од најближег већег града, Тетова, насеље је удаљено 22 km североисточно.
Раотинце се налази у доњем делу историјске области Полог. Насеље је положено на североисточном ободу Полошког поља. Југозападно од пружа се поље, а источно се издиже Жеден планина. Вардар протиче западно од насеља. Надморска висина насеља је приближно 390 метара.
Клима у насељу је умерено континентална. 

## Становништво
Раотинце је према последњем попису из 2002. године имало 565 становника.
Претежно становништво у насељу су етнички Македонци (98%).
Већинска вероисповест је православље.